# Tisha Campbell
Pour les articles homonymes, voir Campbell.
Tisha Michelle Campbell, ou Tisha Campbell-Martin, plus communément appelée Tisha Campbell, née le 13 octobre 1968 à Oklahoma City, dans l’État de l’Oklahoma, aux États-Unis, est une actrice, scénariste, réalisatrice de cinéma, de télévision, chanteuse et parolière américaine. Elle a commencé sa carrière dans la série télévisée Le Rock des Cendrillons, puis dans la sitcom Martin, de 1992 à 1997. Elle a confirmé ses talents d’actrice dans le registre humoristique auprès du grand public, par son rôle de Janet Kyle dans la série télévisée Ma famille d'abord, de 2001 à 2005.

## Biographie

### Enfance et formation
Tisha Campbell est née le 13 octobre 1968 à Oklahoma City, Oklahoma (États-Unis), mais a grandi à Newark, New Jersey. Elle y a intégré la Newark Arts High School. Sa mère, Mona (née Raye), était une infirmière, gestionnaire de talent, chanteuse de gospel et coach vocal, et son père, Clifton Campbell, était un ouvrier d'usine et chanteur. Ses parents l'ont encouragé à faire carrière dans la musique. Elle a deux frères et une sœur cadette.

### Débuts et révélation
La première apparition de Campbell à la télévision a eu lieu à l'âge de 6 ans, en 1974. Comme petite fille, elle a participé et a remporté de nombreux concours de talents. Après avoir été diplômée de l'École supérieure des Arts à Newark, elle a déménagé à Hollywood, où elle est devenue une star sur la série de courte durée Rags to Riches.
En 1990, elle décroche un second rôle remarqué dans la comédie musicale et romantique House Party avec Martin Lawrence. Le film est plébiscité par la critique, il est notamment élu Meilleur film dramatique lors du Festival du film de Sundance et permet à Tisha Campbell de décrocher une nomination pour l'Independent Spirit Awards de la meilleure actrice dans un second rôle. L'actrice restera alors fidèle à ce personnage pour les deux prochains volets de cette trilogie.
De 1992 à 1997, elle occupe l'un des rôles principaux dans la série télévisée Martin aux côtés de Martin Lawrence. Située à Détroit, cette sitcom suit Martin Payne, un jeune disc jockey qui deviendra par la suite animateur de talk show à la télévision, et ses aventures loufoques avec ses amis. L'actrice se fait à nouveau remarquer par la profession et décroche deux nominations au titre de Meilleure actrice dans une série télévisée comique lors de la cérémonie des NAACP Image Awards, en 1996 et 1997.
En 1996, Campbell a déposé une plainte contre Martin Lawrence et les producteurs de l'émission pour harcèlement sexuel et agressions verbales et physiques. HBO Studios a finalement réglé l'affaire avec Campbell de sorte que la dernière saison de l'émission soit achevée. Campbell accepta de tourner les trois derniers épisodes à condition de ne jouer aucune scène avec Martin Lawrence.
Parallèlement à sa carrière d'actrice, Campbell a sorti son premier album, Tisha en 1993. Cet album fut un succès modéré, 40 000 exemplaires vendus. Deux singles ont été joués sur des stations de R&B : Push et Love Me Down. Elle a également contribué à la bande son du film Sprung 1997, en chantant dans le remake de Don't Ask My Neighbor avec son amie Tichina Arnold, actrice. Campbell est aussi apparu dans plusieurs clips vidéo dans les années 1990 et 2000, dont deux pour Will Smith : Will 2K et Wild Wild West et Toni Braxton : You're Makin' Me High.
Campbell est devenu plus tard un membre de l'American Film Institute et de la Writer's Boot Camp. Elle a ensuite produit le court métrage, A luv tale, de deux femmes qui tombent amoureuses l'une de l'autre. Le film gagne de nombreux prix, y compris le Prix du Public au Festival Black Hollywood Film.

### Succès dans la comédie
En 2001, elle est choisie pour interpréter Janet Kyle dans le sitcom familial Ma famille d'abord aux côtés de l'humoriste Damon Wayans, qui interprète son mari. George O. Gore II, Jazz Raycole (remplacée par Jennifer Freeman) et Parker McKenna Posey y jouent ses enfants. L'actrice signe un retour télévisuel remarqué, elle remporte l'Image Awards 2003 de la meilleure actrice dans une série TV comique ainsi que le BET Comedy Awards 2004 dans cette même catégorie, il s'agit d'une variante de la cérémonie des BET Awards.
En 2004, elle officie en tant que scénariste de la comédie romantique The Seat Filler qui met en vedette l'actrice et chanteuse Kelly Rowland (révélée par le groupe Destiny's Child) et Duane Martin.
En mai 2005, la chaîne ABC décida de ne pas renouveler la série à cause d'une baisse d’audience à partir de la saison 5. Damon Wayans aurait voulu conclure avec une saison 2005–2006, mais la chaîne refusa cette proposition. La série n'aura donc aucune conclusion.
En 2008, elle décroche un second rôle dans la comédie Zack et Miri font un porno avec Seth Rogen et Elizabeth Banks en tête d'affiche. Le film décroche la seconde place du box office au moment de sa sortie et réalise un modeste succès.
À la suite de la suppression de Ma famille d'abord, l'actrice signe un retour à la télévision, en apparaissant dans un arc narratif de plusieurs épisodes de la quatrième saison de la série comique Tout le monde déteste Chris. Ensuite, elle décroche un second rôle dans la sitcom Rita Rocks aux côtés de Nicole Sullivan. La série dure deux saisons (2008-2009) et lui permet de renouer avec la critique, elle est de nouveau nommée pour le NAACP Image Awards.

### Passage au second plan et télévision
En 2011, elle obtient un rôle dans le téléfilm à succès de Disney Lemonade Mouth. Cette année-là, elle incarne l'un des rôles principaux aux côtés d'Ally Walker dans la série The Protector, annulée à la fin de la première saison faute d'audiences satisfaisantes.
L'actrice joue ensuite l'invitée pour plusieurs séries, comme The Paul Reiser Show (2011), Private Practice (2012) et Malibu Country (2013), le temps d'un épisode.
Le 21 septembre 2015, elle publie le single Steel Here. Cette année-là, elle intègre la distribution principale de la série télévisée Dr. Ken avec Ken Jeong dans le rôle principal. Ce show suit le quotidien d'un médecin brillant qui tente de maintenir un équilibre entre sa vie professionnelle et sa vie de famille, ce qui n'est pas toujours facile, son épouse étant également thérapeute. En 2016, la série est reconduite pour une seconde saison à la suite des bonnes audiences. Mais en 2017, les audiences déclinent et la production décide de ne pas reconduire la série pour une troisième saison.
L'année de son divorce, elle multiplie les projets : elle joue dans une poignée d'épisodes de la série musicale Empire et elle fait confiance à Vanessa Parise pour tenir l'un des rôles principaux du téléfilm biographique centré sur la gymnaste Simone Biles. Son rôle d'invitée dans la série dramatique et musicale de la FOX, lui vaut une proposition au titre de meilleure actrice invitée lors de la 50e cérémonie des NAACP Image Awards.
Après presque dix ans d'absences, elle revient au cinéma dans la comédie indépendante Blindspotting qui se fait notamment remarquer lors du Festival international du film de Palm Springs. Mais surtout, elle revient dans un premier rôle, pour une série télévisée dramatique du réseau ABC notamment produite par Regina King, The Finest. Finalement, le réseau décide de ne pas commander la série qui reste au stade de pilote. 
Dès l'année suivante, l'actrice s'engage alors sur une autre série en développement, cette fois-ci pour le réseau Fox Broadcasting Company, Genius, dans laquelle elle occupe l'un des premiers rôles aux côtés de Jason Biggs. Cette sitcom comique est finalement validée par la chaîne mais sous un autre nom, Outmached. Dans le même temps, elle apparaît en tant que guest-star dans le soap opera populaire Amour, Gloire et Beauté, elle y interprète le Dr. Davis,,,.

## Vie privée
Tisha et l'acteur Duane Martin se sont mariés le 17 août 1996. Ensemble, ils ont deux fils : Xen, né le 8 août 2001, autiste, et Ezéchiel, né le 8 septembre 2009. Le couple réside à Los Angeles, en Californie. En février 2018, le couple annonce qu'ils se sont séparés et qu'ils sont en procédure de divorce après plus de 20 ans de mariage.
C'est une proche amie de Vivica A. Fox et Tichina Arnold.

## Filmographie

### Cinéma

#### Longs métrages
- 1986 : La Petite Boutique des horreurs de Frank Oz : Chiffon
- 1988 : School Daze de Spike Lee : Jane Toussaint
- 1989 : Rooftops de Robert Wise : Amber
- 1990 : 48 heures de plus de Walter Hill : Amy Kirkland
- 1990 : House Party de Reginald Hudlin : Sidney
- 1991 : House Party 2 de George Jackson et Doug McHenry : Sidney
- 1992 : Boomerang de Reginald Hudlin : Yvonne
- 1994 : House Party 3 de Eric Meza : Sidney
- 1994 : Rooftops de Robert Wise : Amber
- 1996 : Snitch de Keith Markinson : Steimer
- 1996 : L'Incroyable Voyage 2 : À San Francisco de David R. Ellis : Sledge (voix)
- 1997 : Sprung de Rusty Cundieff : Brandy
- 2002 : The Last Place on Earth de James Slocum : Ann Field
- 2008 : Zack & Miri tournent un porno de Kevin Smith : la femme de Delaney
- 2009 : Pastor Brown de Rockmond Dunbar : Amanda Carlton
- 2018 : Blindspotting de Carlos Lopez Estrada : Mama Liz
- 2021 : The J Team de Michael Lembeck : la coach Poppy

#### Courts métrages
- 1977 : The Magnificent Major de Nick De Noia : Daisy Bunsen

### Télévision

#### Téléfilms
- 1980 : The Me Nobody Knows de J. Edward Shaw : Lillie Mae
- 1998 : The Sweetest Gift de Stuart Margolin : Ruby Wilson
- 2010 : Wright Vs. Wrong de Andy Fickman : Gail Donart
- 2011 : Lemonade Mouth de Patricia Riggen : Mme Reznick (Disney Channel Original Movie)
- 2018 : Simone Biles: les sacrifices d'une championne de Vanessa Parise : Nellie Biles
- 2018 : The Finest de Regina King : Anise
- 2022 : Martin: The Reunion de Stan Lathan : elle-même
- 2023 : Hantée par mon mari de Darin Scott : Lieutenant Charice Walker

#### Séries télévisées
- 1987-1988 : Rags to Riches : Marva Foley (20 épisodes)
- 1990 : Shannon's Deal : Annette (saison 1, épisode 2)
- 1991 : Campus Show (A Different World) : Josie Webb (saison 4, épisodes 19 et 23)
- 1991 : Le Prince de Bel-Air (The Fresh Prince of Bel-Air) : Kathleen (saison 2, épisode 1)
- 1991 : Petite Fleur (Blossom) : Toni (saison 2, épisodes 2 et 6)
- 1992 : Roc : Angela Kimbro (saison 1, épisode 20)
- 1992-1997 : Martin : Gina Waters Payne (132 épisodes)
- 1995 : Happily Ever After: Fairy Tales for Every Child : Rapunzel (voix - saison 1, épisode 8)
- 1997 : Duckman: Private Dick/Family Man : Ebony Sable (voix - saison 4, épisode 15)
- 1997 : Between Brothers : Daisy (saison 1, épisode 6)
- 1998 : Getting Personal : Michelle/Sandy (saison 1, épisode 2)
- 1998 : Linc's : Rosalee Lincoln (épisode non communiqué)
- 1999 : Wasteland : Olivia (saison 1, épisode 9)
- 2000 : Happily Ever After: Fairy Tales for Every Child : Goldie (voix - saison 3, épisode 11)
- 2000 : Sabrina, l'apprentie sorcière (Sabrina, the Teenage Witch) : Joyce (saison 5, épisode 6)
- 2000-2005 : Ma famille d'abord (My Wife and Kids) : Janet Marie Kyle (123 épisodes)
- 2001 : Cousin Skeeter : Tisha (saison 1 épisode 1) Nicole (voix, saison 3, épisodes 1 et 8)
- 2003 : Cool Attitude (Proud Family) : Rene (voix - saison 2, épisode 13)
- 2004-2006 : All of Us (en) : Carmen (7 épisodes)
- 2008 : Tout le monde déteste Chris (Everybody Hates Chris) : Peaches (saison 4, épisodes 2, 10, 11 et 16)
- 2008-2009 : Rita Rocks : Patty Mannix (40 épisodes)
- 2011 : The Paul Reiser Show : Maggie (saison 1, épisode 5)
- 2011 : The Protector : Michelle Dulcett (13 épisodes)
- 2011 : Robot Chicken : Beyoncé (voix)
- 2012 : Private Practice : Pam Reiter (saison 6, épisode 4)
- 2013 : Malibu Country : Rikki (saison 1, épisode 14)
- 2015-2017 : Dr Ken : Damona (44 épisodes)
- 2016-2017 : Legends of Chamberlain Heights : (voix, 6 épisodes)
- 2018-2019 : Empire : Brooke (saison 5, 5 épisodes)
- 2018 : The Finest : Anise (pilote pour ABC)
- 2018 : Grey's Anatomy : la mère de Lila (saison 14, épisode 24)
- 2018-2019 : Craig de la crique (Craig of the Creek) : Shatanya (voix, 2 épisodes)
- 2019 : Amour, Gloire et Beauté (The Bold and the Beautiful) : Dr Davis (7 épisodes[20])
- 2019-2020 : C'est moi le chef ! (Last Man Standing) : Carol Larabee (3 épisodes)
- depuis 2019 : Harley Quinn : Tawny Young, Amanda Waller (voix)
- 2020 : Be Someone : Tanika Williams (saison 1, 4 épisodes)
- 2020 : Outmached : Rita (10 épisodes)
- 2021 : Inside Job : Gigi (voix)
- 2022 : Uncoupled : Suzanne (8 épisodes)

#### Clips
- 1996 : You're Makin' Me High de Toni Braxton
- 1999 : Will 2K de Will Smith
- 2012 : Hello de Mindless Behavior
- 2015 : Steel Here d'elle même

### En tant que productrice
- 1995 : An Evening In Paradise de Mona Campbell[21] (album)
- 2013 : Colored My Mind de Shannon K. Nash (documentaire, productrice et productrice executive)
- 2018 : Soul Train Awards (cérémonie de récompense, co-productrice)
- 2019 : Soul Train Awards (cérémonie de récompense, co-productrice)

### En tant que réalisatrice
- 2001 : Get Up Stand Up Comedy (documentaire)
- 2005 : Ma famille d'abord (saison 5, épisode 26)

### En tant que scénariste
- 2004 : The Seat Filler de Nick Castle

## Voix francophones
En France, Ninou Fratellini est la voix régulière de Tisha Campbell depuis Ma famille d'abord.

## Discographie
Sauf indication contraire ou complémentaire, les informations mentionnées dans cette section proviennent de la base de données Discogs.

### Albums
- 1993 : Tisha

### Singles et collaborations diverses
- 1979 : Heaven (de l'album The Gospel Caravan)
- 1991 : Kid & Sydney Break up en duo avec le groupe Kid
- 1993 : Push
- 1993 : Love Me Down
- 1997 : Don't Ask My Neighbor en duo avec Tichina Arnold
- 2000 : The First Time Ever I Saw Your Face (de l'album Divas Simply Singing)
- 2014 : All Cried Out en duo avec le groupe Full Force
- 2014 : The Way I Believe In You en duo avec le groupe Full Force
- 2015 : Steel Here
- 2016 : Lazy B*tch (This Ain't Gina)

## Distinctions
Sauf indication contraire ou complémentaire, les informations mentionnées dans cette section proviennent de la base de données IMDb.

### Récompenses
- NAACP Image Awards 2003 : Meilleure actrice dans une série télévisée comique pour Ma famille d'abord
- BET Comedy Awards 2004 : Meilleure actrice dans une série télévisée comique pour Ma famille d'abord

### Nominations
- Film Independent's Spirit Awards 1991 : Meilleure actrice dans un second rôle pour House Party
- NAACP Image Awards 1996 : Meilleure actrice dans une série télévisée comique pour Martin
- NAACP Image Awards 1997 : Meilleure actrice dans une série télévisée comique pour Martin
- NAACP Image Awards 2002 : Meilleure actrice dans une série télévisée comique pour Ma famille d'abord
- NAACP Image Awards 2004 : Meilleure actrice dans une série télévisée comique pour Ma famille d'abord
- BET Comedy Awards 2005 : 
  - Meilleure actrice dans une série télévisée comique pour Ma famille d'abord
  - Meilleure série télévisée comique pour Ma famille d'abord
- NAACP Image Awards 2005 : Meilleure actrice dans une série télévisée comique pour Ma famille d'abord
- NAACP Image Awards 2009 : Meilleure actrice dans un second rôle dans une série télévisée comique pour Rita Rocks
- NAACP Image Awards 2010 : Meilleure actrice dans un second rôle dans une série télévisée comique pour Rita Rocks
- 50e cérémonie des NAACP Image Awards 2019 : meilleure actrice invitée dans une série télévisée comique ou dramatique pour Empire